# Charles Antoine Poirée
Pour les articles homonymes, voir Poirée.
Charles Antoine Poirée, né le 20 juin 1815 à Paris et mort le 7 avril 1860 à Cannes, est un ingénieur français.

## Biographie
Né le 20 juin 1815 à Paris, de Charles Antoine François Poirée (1785-1873) et Émilie Georges.
Ingénieur des Ponts et Chaussées, comme son père et son frère Jules Poirée. D'abord ingénieur travaillant aux fortifications de Paris, il est attaché, en 1841, à la navigation de la Seine, poste qu'il occupe jusqu'en 1857. À cette date, il obtient une mise en congé pour diriger l'exploitation des chemins de fer de Russie. Il y contracte une maladie et, rentré en France, meurt à Cannes le 7 avril 1860.